# Manuel Pardo y Lavalle
Manuel Justo Pardo y Lavalle (Lima, 9 de agosto de 1834-Lima, 16 de noviembre de 1878) fue un economista y político peruano que ocupó la alcaldía de Lima en el período de 1869 a 1870, y la presidencia del Perú en el período constitucional de 1872 a 1876, siendo, después de 51 años de independencia, el primer presidente civil constitucional de la historia republicana peruana, y su sucesor fue otro militar. También fue presidente de la Cámara de Senadores, en 1878. 
Hijo del político y escritor Felipe Pardo y Aliaga y de Petronila de Lavalle y Cavero, pertenecía a una familia ligada a la clase dominante colonial. Se educó en Chile y Europa, sobre todo en Barcelona y París, demostrando preferencias por los estudios de economía. En 1864 el presidente Juan Antonio Pezet le confió una misión en Europa para gestionar un empréstito. Al volver, fue nombrado ministro de Hacienda de la dictadura de Mariano Ignacio Prado en 1865. Director de la Sociedad de Beneficencia Pública de Lima en 1868, alcalde de Lima de 1869 a 1871, fundador del Partido Civil en 1871, con el que postuló y ganó la presidencia de la República en 1872. 
Ya en el poder, halló un agudo déficit fiscal, que intentó remediar con una prudente alza de impuestos, el estanco del salitre y la revisión de los contratos de la venta del guano. Firmó también el Tratado de Alianza Defensiva con Bolivia de 1873. De otro lado, implementó importantes reformas en el plano de la educación pública y apoyó la cultura intelectual. Se encargó del gobierno en un período de honda crisis financiera y emprendió ingrata pero patriótica tarea. 
Terminado su mandato pasó a Chile, de donde retornó al ser elegido senador por Junín ante el Congreso de la República, siendo elevado a la presidencia de su cámara. Murió asesinado de un balazo en la espalda que le propinó un sargento del ejército, Melchor Montoya, cuando ingresaba al recinto del Senado. Contaba apenas con 44 años de edad. Su hijo, José Pardo y Barreda, llegó a ser dos veces Presidente del Perú (1904-1908 y 1915-1919).

## Nacimiento, familia y educación
Hijo del político y escritor Felipe Pardo y Aliaga y de Petronila de Lavalle y Cavero, nació en la casa ubicada en la esquina de las calles San José y Santa Apolonia, en Lima.
Sus abuelos paternos fueron Manuel Pardo Ribadeneira, regente de la Audiencia del Cuzco, y Mariana de Aliaga, segunda hija de los Marqueses de Fuente Hermosa de Miranda y descendiente del conquistador Jerónimo de Aliaga. Por el lado materno, era nieto de Simón de Lavalle y Zugasti, II conde de Premio Real, y bisnieto del coronel José Antonio de Lavalle y Cortés, Primer Conde de Premio Real, Vizconde de Lavalle, Corregidor de Piura y Abogado de la Real Audiencia de Lima, personaje sumamente revelador de lo que fue la aristocracia mercantil del siglo XVIII.
Con apenas un año de edad viajó en 1835 a Chile con su padre, que había sido nombrado ministro plenipotenciario del gobierno de Felipe Santiago Salaverry. Retornó al Perú con su familia en 1839, para viajar nuevamente a Chile, al ser nombrado su padre nuevamente ministro plenipotenciario, esta vez representando al primer gobierno de Ramón Castilla, en 1846. Por ello, Manuel inició sus estudios en la Escuela Comercial de Valparaíso, para después continuarlos en el Instituto Nacional de Chile. Ya de regreso a Lima, hizo sus estudios secundarios en el Colegio Nuestra Señora de Guadalupe (1848), el más prestigioso del país por entonces, pasando luego al Convictorio de San Carlos (1849), que luego sería parte de la Universidad de San Marcos.
Viajó a España donde cursó la cátedra de Filosofía y Letras en la Universidad de Barcelona (1850), y Literatura y Economía Política en el Colegio de Francia (1852). Inclinado hasta entonces hacia los estudios humanísticos, empezó a interesarse por el rigor y las aplicaciones prácticas de la Economía. Era hombre de considerable cultura literaria, criterio sagaz y lúcido y elevados principios.

## Formación profesional y política

### Acercamiento a la función pública
Tras retornar al Perú en 1853, fue nombrado oficial segundo de la Sección de Estadística del entonces Ministerio de Gobierno (22 de junio de 1854), pero declinó asumir sus funciones y se dedicó a la agricultura, ayudando a su pariente José Antonio de Lavalle en la administración de la hacienda de Villa.
Durante el segundo gobierno del mariscal Ramón Castilla y tras la abolición de la esclavitud, dirigió la comisión para la creación de la Policía Rural junto a destacados políticos como Pedro Paz Soldán Ureta, Ignacio de Osma Ramírez de Arellano y Antonio Salinas y Castañeda.
Fue también uno de los socios fundadores del Club Nacional, establecido en Lima en 1855.

### Desarrollo de su concepción política
Víctima de una afección pulmonar, se trasladó a Jauja para restablecerse (1857-1858). Este viaje fue de gran importancia tanto en su orientación vital como en el desarrollo de un modelo político-intelectual. En 1862 publicó un ensayo: Estudios sobre la provincia de Jauja, presentando a los lectores limeños «algunos pedazos de los Andes» que muy pocos conocían y que muchos miraban con «el más alto desprecio».  Exhibe allí una riqueza conceptual, esbozando de manera clara su propia versión de la dicotomía civilización-barbarie y de la relación entre el Perú y Occidente. Ese fue el punto de partida de esa visión de conjunto que lentamente fue articulando sobre el Perú. Una aproximación al mismo permitirá esclarecer ciertos rasgos esenciales del proyecto civilizador que desarrollaría en las décadas siguientes y que serviría de sustento al movimiento civilista que, bajo su liderazgo, surgió en 1871.
La construcción de la «república práctica» fue un tema que ocupó mucho el interés, el tiempo y las energías de Manuel Pardo. Se trataba de un proyecto que buscaba la creación de una nueva República con la participación de la ciudadanía y con una agenda económica liberal para el desarrollo. En la Revista de Lima, un medio de expresión intelectual y política, Pardo escribió importantes artículos, más que académicos, técnicos y prácticos, donde detallaba y advertía el gradual agotamiento de las reservas de guano y sugería al gobierno de entonces invertir los ingentes capitales existentes en el Tesoro Público en obras de infraestructura productiva en todo el país, antes que estos capitales se agotasen y llegara la crisis. En ese sentido promovió una campaña publicitaria para lanzar el proyecto de los ferrocarriles como la gran empresa de inversión en el Perú. Su propuesta era unir mediante vías férreas los puertos con las zonas de producción agraria, ganadera y minera de costa y sierra, dinamizando la economía del país y alejándolo de la dependencia del capital extranjero. El proyecto político de Pardo se presentaba así como una alternativa moderna, capitalista y democratizadora, enfrentando al viejo militarisno y al conservadurismo político tradicional.
En 1860, se casó con Mariana Barreda y Osma, hija de un acaudalado hombre de negocios.

### Consignatario del guano, banquero y hacendado
Por entonces incursionó también en el comercio como consignatario del guano y como importador; fue gerente de la Compañía de Consignación del Guano para la Gran Bretaña, director del Banco del Perú, presidente de la compañía de seguros de vida La Paternal y director de la Compañía Sur-Americana de Seguros Marítimos e Incendios.
En 1863, con el fin de hacer exploraciones privadas a China, se relacionó comercialmente con la Casa Canevaro y ese mismo año fue uno de los seis empresarios peruanos que consignó y exportó el guano a Gran Bretaña a través de la Compañía de Consignación del Guano. Al año siguiente, fue uno de los fundadores del Banco del Perú, del que fue director. 
En 1864 viajó a Londres en compañía de José Sevilla, para gestionar un crédito destinado a la defensa del Perú contra la agresión de la Escuadra Española del Pacífico. Pero debió regresar pronto, aquejado otra vez por su mal pulmonar. Se instaló nuevamente en Jauja para recuperarse, esta vez acompañado de su amigo, el escritor venezolano Juan Vicente Camacho. Estaba todavía en el valle del Mantaro, cuando se plegó a la revolución nacionalista que encabezó el coronel Mariano Ignacio Prado, contra el gobierno de Juan Antonio Pezet.
Pardo fue también terrateniente del norte del Perú, en la gran hacienda azucarera de Tumán, en Lambayeque, que la compró en 1872 de Diego Bueñano por 404 000 pesos, atraído por la buena perspectiva de lucro que daba el negocio azucarero.

### Secretario (ministro) de Hacienda (1865-1866)

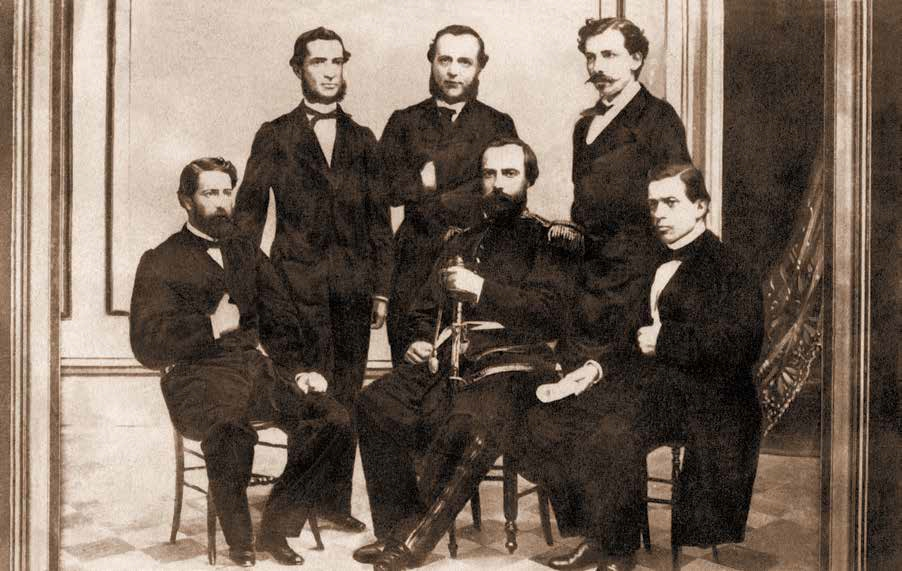
El Gabinete de los Talentos. Año 1865. Parados: José Simeón Tejeda (Justicia), José María Químper (Gobierno) y Manuel Pardo y Lavalle (Hacienda). Sentados:
José Gálvez Egúsquiza (Guerra y Marina), Mariano Ignacio Prado (jefe supremo provisorio) y Toribio Pacheco y Rivero (Relaciones Exteriores).

Afianzada la dictadura de Prado, asumió la Secretaría de Hacienda en 1865 y de esta manera integró el famoso Gabinete de los Talentos. Bajo este ministerio, que ocupó exactamente un año, realizó una activa labor de ordenamiento fiscal y en favor del incremento de los ingresos públicos.
Por entonces se produjo la denuncia de Guillermo Bogardus contra la gestión de Pardo como comisionado fiscal en Europa en 1864, y contra los consignatarios del guano en general, a los que acusaba de una serie de abusos en perjuicio del Estado, como recargo en los fletes, cobro indebido de comisiones, falta de oportunidad para alzar el precio del abono, etc. Pardo se defendió en un escrito publicado en 1867, y llevó el asunto a los tribunales.

### Director de la Beneficencia Pública de Lima (1867-1868)
En 1867 fue elegido director de la Sociedad de Beneficencia Pública de Lima. Desde este cargo combatió los estragos de la epidemia de fiebre amarilla que causó la muerte a un 25% de la población en Lima y el Callao. Trabajó para la construcción del Hospital Dos de Mayo, propició la fundación de la Caja de Ahorros y se preocupó por la educación escolar en la capital.
Tras dejar la Beneficencia en 1868, asumió la presidencia de la Compañía de Seguros La Paternal y luego la dirección de la Compañía Sur Americana de Seguros.

### Alcalde de Lima (1869-1870)
En 1869 fue elegido alcalde de Lima por la Junta de los Cien, cargo que desempeñó hasta el año siguiente, haciendo una de las labores municipales más transparentes y eficaces de la historia de la ciudad. Gestionó créditos para la creación de escuelas de artes y oficios, la gratuidad de la educación primaria y promocionó la primera Gran Exposición Industrial Nacional, por Fiestas Patrias, en la que se convocó a productores de todo el Perú. Unos presentaron su salitre, otros su azúcar, los artesanos sus trabajos en cueros, los laneros de Puno su lana. Su mensaje era: «Esto es lo que somos como Nación; somos una Nación Económica y estas son nuestras ventajas y nuestras fortalezas». Quería que Lima fuera otra vez la Perla del Pacífico; abrigaba la idea de colocar al Perú en una posición relevante en el contexto mundial.
Entre otras obras públicas edilicias que realizó se cuentan el saneamiento y ornato de la ciudad, canalización de acequias, el pavimentado de calles, inauguración de plazas y la construcción de la carretera de Lima al Callao.

## Presidente de la República (1872-1876)

### Fundación del Partido Civil

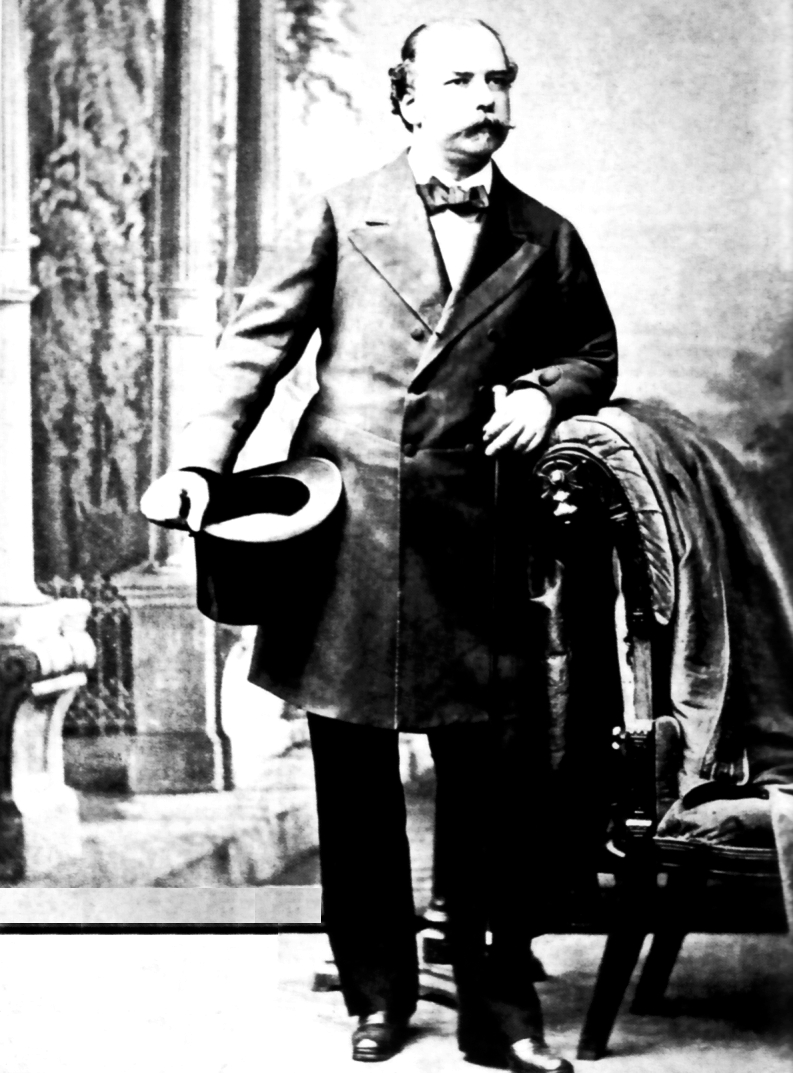
Manuel Pardo y Lavalle.

Gozando de una gran popularidad en todos los estratos sociales, Pardo fundó la que sería una de las más trascendentales creaciones de la historia republicana del Perú: la Sociedad Independencia Electoral, que después adoptaría el nombre de Partido Civil, el primer partido político del país, creado como respuesta al predominio militar en la política peruana (24 de abril de 1871). Agrupaba a acaudalados comerciantes, consignatarios del guano, industriales y hacendados, representantes de la naciente burguesía nacional. A ellos se les unieron también numerosos intelectuales, como abogados de San Marcos y periodistas de El Comercio y El Nacional. Este grupo de ciudadanos vieron en Pardo la figura que podía redimir al Perú de medio siglo de militarismo, ya que era miembro de una generación nueva, que había nacido después de la independencia. Además, repudiaba el desorden, la anarquía y el despotismo de los hombres de sable. El militarismo fue para ellos el maleficio que había venido postergando el despegue del Perú como nación; este fue denunciado de absolutismo, de postergar a las clases sociales del manejo de la política y de ser el acicate de las revoluciones o sediciones. Siendo así, sostenían que no era la voluntad popular ni la opinión pública quienes hacían tomar las decisiones al mandatario. Se produjo una entusiasta adhesión en Lima y las provincias ante la posibilidad de un civil como gobernante. De ahí nació el nombre de partido civil, organizado ese mismo año para las juntas electorales.

### Elecciones de 1871-1872
En 1871, al acercarse el fin del gobierno constitucional del presidente José Balta, se convocó a elecciones presidenciales. Balta, que al principio deseaba lanzar la candidatura de su hermano Juan Francisco Balta, decidió finalmente apoyar la de un expresidente, el anciano general José Rufino Echenique. También se presentó como candidato el doctor Manuel Toribio Ureta, fiscal supremo, que postulaba como líder de los liberales.
Pero fue la candidatura de Pardo, como líder del recién fundado Partido Civil, la que tomó fuerza en todo el país y en diversos grupos sociales. El 6 de agosto de 1871 logró congregar en la Plaza de Acho a 14 000 ciudadanos, que se reunieron para escucharle, número muy apreciable para la época, por lo que sin duda fue todo un acontecimiento.
Sectores del ejército se opusieron a la candidatura de Pardo. Las acusaciones más reiteradas que hicieron contra Pardo fueron las de aristócrata y monarquista; de no representar a la nación, sino a un grupo de gente selecta. Todavía muchos veían a los militares como los hombres más desinteresados y hechos para el mando.
Las elecciones se desarrollaban en dos fases: en la primera se elegía a los electores, quienes se agrupaban en Colegios Electorales, y en la segunda, los electores elegían al Presidente y el Congreso. El 15 de octubre de 1871 tuvo lugar la primera elección. Los civilistas consiguieron tener representantes en casi todos los departamentos, evitando así la tradicional y violenta toma de las mesas. El resultado favoreció a Pardo. Ureta declinó su postulación. El presidente Balta auspició entonces una candidatura de conciliación nacional en la persona del jurista Antonio Arenas, viéndose Echenique obligado a renunciar a su candidatura para ceder espacio al nuevo candidato.
Pero ya era demasiado tarde para revertir la orientación popular. Entre los meses que mediaron entre la primera y la segunda elección, hubo una tensa lucha entre el militarismo y el civilismo. En abril de 1872 se reunieron los colegios electorales.  En Lima triunfó Pardo; en los días siguientes los telegramas del interior ratificaron el triunfo. De 4657 electores, Pardo obtuvo 2692 votos. Pero antes de darse este resultado oficial, se produjo el golpe de Estado de los Gutiérrez. 

### La rebelión de los Gutiérrez
Faltaban pocos días para finalizar el mandato de Balta y producirse la ascensión al poder de Pardo, cuando el 22 de julio de 1872 estalló la rebelión de los hermanos Gutiérrez, cuatro coroneles encabezados por Tomás Gutiérrez, entonces ministro de Guerra. Este, temeroso de que bajo un gobierno civil perdiesen los militares sus privilegios, y, al parecer, instigado por prominentes políticos, apresó al presidente Balta y se autoproclamó Jefe Supremo de la República. La armada, entre cuyos oficiales se contaban marinos de la talla de Miguel Grau y Aurelio García y García, se pronunció contra la intentona de los Gutiérrez.
Pardo se refugió en la embajada brasileña; por los techos pasó a una casa amiga, la del doctor Ygarza y huyó disfrazado de carretero de la ciudad, con rumbo sur. Llegó hasta Chilca, donde debía recogerlo un buque de la escuadra, pero al no aparecer este, tomó un bote de pescador y se hizo llevar a alta mar, donde finalmente lo recogió Miguel Grau en el monitor Huáscar, pasando luego a la fragata Independencia .
El cuartelazo derivó en el asesinato del presidente Balta y la subsiguiente rebelión popular en contra del gobierno de facto, que acabó con la muerte de tres de los hermanos Gutiérrez en las calles, entre ellos Tomás.
Pardo retornó desembarcando en el Callao, siendo recibido en triunfo. Se trasladó a Lima, donde ante una muchedumbre impresionante, pronunció un discurso que comenzaba exactamente con estas palabras:

¡Pueblo de Lima! Habéis realizado una obra terrible pero
una obra de justicia... Aquellos tres cadáveres que se ostentan ante nuestra Metropolitana envuelven una tremenda lección que no olvidaré jamás..

Luego de una corta etapa de indecisión, en la cual no faltaron quienes pedían que se ignorasen los resultados de las elecciones, el Congreso decidió acatar el mandato popular y nombró a Pardo Presidente Constitucional de la República, quien asumió el mando el 2 de agosto de 1872, día planificado desde un inicio, para un mandato de cuatro años, de acuerdo con la Constitución peruana de 1860.

### Primer Presidente Constitucional Civil del Perú

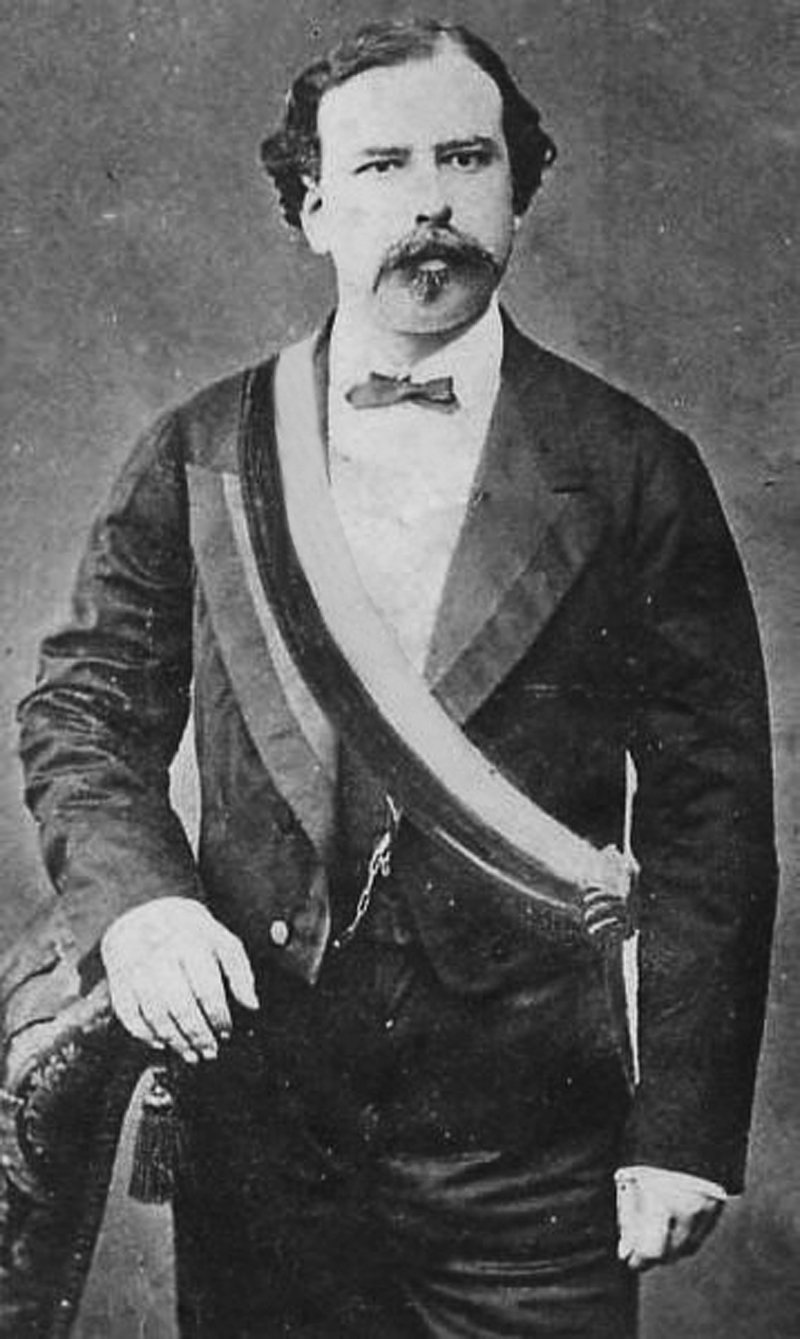
Manuel Pardo y Lavalle, Primer Presidente Civil del Perú.

Pardo fue el primer presidente civil del Perú, elegido constitucionalmente por la voluntad popular. Anteriormente, ya había habido gobernantes republicanos civiles (como Manuel Menéndez, Justo Figuerola y Domingo Elías), pero solo en calidad de provisorios o interinos, sin mediar elección popular. El primer civil en postular a la presidencia fue precisamente Domingo Elías, en 1850, el mismo que fundara el Club Progresista. Elías perdió entonces las elecciones, que ganó el general Echenique.
Pardo pronunció un discurso al recibir la insignia del mando supremo de manos del Presidente del Congreso, José Simeón Tejeda, el 2 de agosto de 1872, en donde expresó, entre otros conceptos, los siguientes:

Designado por el sufragio popular para ejercer el más alto cargo con que pueda honrar una nación a uno de sus hijos, y elevado a él, (...) permitidme, señores, inclinar la frente ante los misteriosos designios de la Providencia y ante la grandiosa victoria que la opinión ha alcanzado después de luchar encarnizadamente contra la arbitrariedad. Así ha querido la Providencia terminar la historia política de medio siglo, ayudándonos visiblemente para inaugurar vuestros trabajos, en el quincuagésimo aniversario de la independencia nacional, sobre las bases de la opinión victoriosa y del derecho arrancado al imperio de la fuerza.

Dejemos, señores, a la posteridad, la apreciación histórica sobre los desgraciados, cuyos hechos condujeron al país al peligroso extremo de que el patriotismo lo ha salvado, y ocupémonos en este instante tan sólo de la enseñanza política que arroja nuestra fecunda campaña de catorce meses, y estudiémosla, hoy y siempre, con el cuidadoso anhelo y con la elevación de espíritu con que deben los hombres públicos estudiar las tendencias y aspiraciones de los pueblos, y las fuerzas que en sí mismos encierran, para dirigir y aplicar éstas en servicio de aquéllas y encaminarlas todas por la senda del bien.
Mi objeto no es tanto presentaros un pomposo programa, cuanto pedir a vuestras elevadas luces en la forma de leyes, los medios que considero necesarios para la realización de los fines que debemos alcanzar, y que se resumen en esta fórmula definitiva: La República práctica, la República de la verdad. Ella encierra mi programa, o mejor dicho, el programa que he recibido de la nación que ha brotado del corazón de cada ciudadano, y que es hoy la síntesis de la opinión nacional.
Legisladores: En la realización de ese programa, la parte más alta y más brillante es vuestra, porque a vosotros corresponde marcar en la ley, los principios que deben regir a la nación, las bases sobre que deben organizarse los servicios públicos, y aun la regularización de éstos en el voto del presupuesto, a mí me cabe la más modesta, de ejecutor de vuestras disposiciones, y de celoso vigilante del cumplimiento de las leyes.
Aun limitado a ella, mi propósito constante será conformar mi política con la opinión de la mayoría de las Cámaras, que es igualmente la opinión del país; y en mi deseo de fundar con lealtad el sistema parlamentario, os aseguro, señores, que deploro el que una disposición constitucional no me permita llevar al gobierno a los miembros del Congreso sin que pierdan su derecho de representar al país.
Sin esa circunstancia, los representantes de la nación, llevarían personalmente al Poder Ejecutivo el espíritu de las Cámaras, que es el espíritu del país, y debe, por lo tanto, ser el que anime constantemente la administración.
Mi voluntad por llegar a ese resultado, suplirá en lo posible ese grave inconveniente, mientras el tiempo permita introducir en nuestro código tan importante mejora.
Obedecer el juramento que acabo de prestar, con la constancia del deber y con la rigidez de la convicción, es la única manera de satisfacer la deuda inmensa de gratitud con que me agobia la distinción que he merecido de mis conciudadanos.

Crean ellos, y creed vosotros, señores, que si mis facultades no me permiten corresponder a sus esperanzas, la rectitud de mi conciencia, no faltará jamás a la confianza que han depositado en mí.

Pardo consideró claves del desarrollo socioeconómico la educación y el trabajo. La educación, junto con la participación de la población en las tareas de gobierno, era para él el único camino para la transformación estructural del país. Asimismo, buscó menguar el militarismo mediante la profesionalización y democratización de las fuerzas armadas. Pero la crisis económica haría inviable la realización de todos estos proyectos.
Manuel Pardo nunca residió en el Palacio de Gobierno. Vivía en su casa particular y allí recibía en audiencia a cualquier ciudadano sin fijarse en la posición económica o social del que solicitara verlo.
Durante su gobierno se sucedieron tres gabinetes ministeriales: el primero, presidido por el anciano general José Miguel Medina; el segundo por el doctor José Eusebio Sánchez; y el tercero, por el general Nicolás Freire.

### Aspecto económico

#### Situación crítica
El 21 de septiembre de 1872, Pardo expuso ante el Congreso la situación de la Hacienda. Esta se hallaba en situación calamitosa. La venta del guano, principal fuente de ingresos del fisco desde hacía 30 años, se hallaba en declive, y la totalidad de su producto estaba comprometida para el pago de la deuda.  Esta ascendía a 60 millones de libras esterlinas y por intereses anuales que sumaban 4 millones de libras esterlinas.
La razón de la crisis era que el guano había sufrido una fuerte baja de su precio debido a la competencia del salitre (otro fertilizante natural que se imponía en el mercado mundial) y a la disminución de su calidad; por lo demás, las reservas guaneras estaban en camino de agotarse. El Contrato Dreyfus ya no rendía frutos. El presupuesto de la Nación, grandemente ampliado bajo el gobierno de Balta, sólo podía ser cubierto en un 50% con los impuestos; el déficit anual llegaba a los 8 500 000 soles.

#### Medidas para paliar la crisis
Pardo se propuso conseguir los recursos que requería la Hacienda de la siguiente manera:
- Estableció la descentralización fiscal para lograr una mayor recaudación de impuestos en todo el país. Como ello no dio resultado, estableció la descentralización administrativa, es decir, que cada departamento administrara sus propias rentas, creándose para tal fin los Consejos Departamentales.[27]
- Propuso al Congreso la creación de un impuesto de escala móvil a la exportación del salitre que se explotaba en Tarapacá. El gobierno se interesó por esta riqueza que ya empezaba a competir con el guano como generadora de rentas. Los salitreros protestaron y elevaron su queja al Congreso, que  buscó otra salida: por ley de 18 de enero de 1873 creó el estanco del salitre, es decir, se establecía que el Estado compraría a los empresarios salitreros toda su producción a un precio fijo, para luego venderla a mayor precio a los consumidores. Pero el estanco no dio el resultado esperado y luego, por ley de 28 de mayo de 1875, el Congreso autorizó al Ejecutivo la expropiación de las salitreras para obtener su completa nacionalización; el Estado compró gran parte de ellas a través de la emisión de certificados a dos años y con un fondo de 4%. Esta medida tampoco dio los resultados esperados.[28]
- Reorganizó las aduanas y aumentó los aranceles.[29]
- Redujo los gastos públicos al mínimo, tratando de acomodar las necesidades de la nación a sus propios recursos. No pudo realizar obra alguna de importancia, sino tan sólo continuar las emprendidas por Balta, en la medida de lo posible
- En reemplazo del antiguo Contrato Dreyfus, se firmó en Londres, el 7 de junio de 1876, un nuevo contrato para la venta de 1 900 000 toneladas de guano, entre el delegado del Perú, general Mariano Ignacio Prado, y los capitalistas Raphael e hijos, Carlos González Candamo y Arturo Heeren, quienes fundaron la compañía The Peruvian Guano. Se volvía así al régimen de los consignatarios.[29]

#### Agravamiento de la crisis
Las medidas tomadas no dieron los resultados esperados. Sólo el aumento de las tarifas aduaneras tuvo algún éxito, a tal punto que con el tiempo se convirtió en el rubro más importante de las rentas fiscales, pero por lo pronto, el déficit presupuestal siguió aumentando. Para el bienio de 1874-76, los ingresos eran de 30 millones de soles, mientras que los gastos sobrepasaban los 74 millones.
A todo esto debemos agregar que desde 1873, el sistema capitalista mundial entró en crisis y empezó una gran depresión que duraría hasta finales de ese siglo. La economía peruana se vio afectada profundamente, pues cayeron los precios internacionales de las materias primas y se retrajeron las exportaciones.
La crisis financiera trajo consigo la crisis monetaria, y las monedas de oro y plata empezaron a desaparecer de la circulación y de los bancos, viéndose obligado el gobierno a decretar la inconvertibilidad del billete (1875).
De otro lado, el pago de la deuda externa no pudo continuarse debido a la disminución de la venta del guano; ello originó la pérdida del crédito del Perú en el exterior, por ende, la imposibilidad de obtener préstamos.
El país iba pues, directo a la bancarrota económica. Como era de esperar, surgieron además los fenómenos concomitantes de alza de los precios y la desocupación, y el inevitable descontento de la población.

### Aspecto internacional

#### Crisis de la política de solidaridad americanista
La situación internacional en el contexto sudamericano era por entonces muy delicada. La política de solidaridad continental, que antaño auspiciara el presidente peruano Ramón Castilla, se hallaba en crisis. El Perú iba perdiendo paulatinamente su superioridad marítima en el Pacífico, mientras que Chile la iba ganando y demostraba tendencias de expansionismo territorial hacia el norte de sus fronteras, tal como se vislumbraba en las disputas territoriales que por entonces enfrentaba con Bolivia, originadas por la riqueza salitrera existente en el desierto de Atacama.

#### El tratado de Alianza Defensiva con Bolivia
En este marco se dio en Lima la firma de un Tratado de Alianza entre el Perú y Bolivia, de carácter estrictamente defensivo, el 6 de febrero de 1873, entre el ministro plenipotenciario boliviano Juan de la Cruz Benavente y el ministro de Relaciones Exteriores del Perú José de la Riva Agüero y Looz Corswarem (hijo del prócer de la Independencia del mismo nombre). Según el tratado:

Las altas partes contratantes se unen y ligan para garantizar mutuamente su independencia, su soberanía, y la integridad de sus territorios respectivos, obligándose en los términos del presente Tratado, a defenderse de toda agresión exterior, bien sea de otros u otros estados independientes, o de fuerza sin bandera que no obedezcan a ningún poder reconocido.

Como se lee desde el principio, el tratado tenía un carácter estrictamente defensivo contra toda agresión exterior. Cada parte se reservaba el derecho de decidir si el peligro que amenazaba a la otra caía dentro del espíritu del tratado. Pero si llegaba a declararse el casus foederis, las obligaciones estipuladas debían cumplirse. Disponíase enseguida que debían emplearse todos los medios conciliatorios para evitar la ruptura, y, en especial, que había de buscarse un arreglo por el arbitraje de una tercera potencia. Conveníase en que se solicitaría, en su oportunidad, la adhesión de los demás estados americanos a la alianza defensiva. 
Un artículo adicional estatuía que el tratado se mantuviese secreto, mientras las partes contratantes no juzgasen necesaria su publicación. Se ha dicho después que ese artículo adicional fue cumplido eficazmente y que Chile ignoró la existencia del tratado hasta que rompió hostilidades con Bolivia; pero no fue así. La República Argentina fue invitada oficialmente a adherirse al pacto, y el asunto se debatió en 1877 en el Senado de Buenos Aires, donde se informó al Ministro chileno de la existencia del tratado. El Ministro chileno en La Paz conoció su texto en 1874; activó negociaciones en consecuencia y aludió al mismo en una obra que publicó en Santiago en 1876.
Aprobado el tratado por el Congreso del Perú y por el de Bolivia, se empezó a gestionar la adhesión de Argentina, que también se encontraba en litigios de frontera con Chile, por la posesión de la Patagonia. El gobierno argentino de Domingo Faustino Sarmiento aceptó el tratado y lo sometió al Congreso de su país para su aprobación, pero allí se entrampó ante la negativa del Senado, donde predominaban los opositores de Sarmiento. Al final, el gobierno argentino optó por zanjar sus diferencias con Chile de manera diplomática.
La alianza quedó, pues, reducida a Bolivia y Perú. El tratado solo tenía aplicación y cumplimiento si alguno de los dos países era atacado. No era para atacar a algún país vecino, como tradicionalmente ha venido interpretando la historiografía chilena. Si nadie atacaba al Perú o a Bolivia, no tenía aplicación. Solo se hizo efecto cuando Chile atacó a Bolivia en 1879.

#### Inquietud de Chile por la nacionalización del salitre
Las leyes de Pardo estancando primero y nacionalizando después las salitreras de Tarapacá, causaron también el desagrado de la alta clase chilena, ya que muchos de sus miembros tenían capitales invertidos en la explotación del salitre tarapaqueño; esa fue una de las razones principales para que empezaran a bosquejar planes para la expansión y conquista de esos territorios. Sin embargo, según sir Clements R. Markham, esto no podía constituir justo pretexto para la guerra.

### Descuido de la defensa nacional
Manuel Pardo y Lavalle, pocos días después de asumir el mando de la República, decidió asesorarse por expertos consejeros en todo lo relacionado con las necesidades del Ejército y la Marina. Para este efecto expidió un decreto supremo, el 14 de agosto de 1872, creando Comisiones Consultivas de Guerra y de Marina. La Comisión de Marina quedó integrada por ocho jefes de la Marina de Guerra. Esta Comisión se instaló el 26 de agosto y la conformaban los siguientes oficiales: contralmirante Domingo Valle Riestra, capitanes de navío Manuel J. Ferreyros, Aurelio García y García, Miguel Grau, José R. Carreño, Camilo N. Carrillo, Juan Pardo de Zela Urizar y José Elcorrobarrutia. También concurrió especialmente invitado el capitán de navío Lizardo Montero, senador por Piura. Todos ellos fueron los asesores del presidente Pardo en temas de Defensa Nacional.

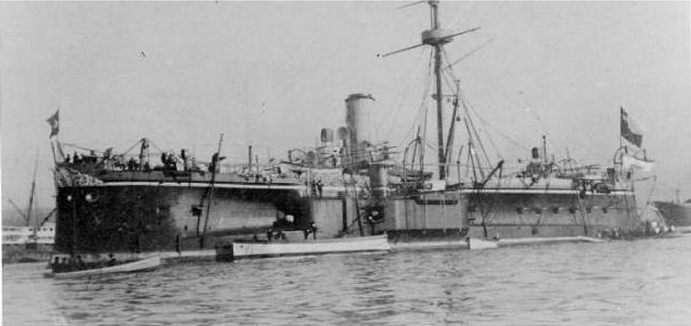
Fueron durante los años del gobierno de Pardo cuando llegaron a aguas chilenas los buques acorazados Cochrane y Blanco Encalada (en la imagen). Pese a que la marina peruana quedó en inferioridad de poderío frente a su par chilena, Pardo no pudo contrarrestar esta situación, por la grave la crisis económica dejada por sus antecesores.

Si bien contaba con un competente equipo de asesores militares, el hecho concreto es que el gobierno de Pardo descuidó el equipamiento y la modernización de las dos armas de la defensa: el Ejército y la Marina. Sin embargo, hay que reconocer que si tuvo una intención inicial de adquirir navíos blindados a imitación de Chile, continuando así la gestión iniciada por el gobierno de Balta. Incluso, logró que el Congreso autorizara de manera reservada una partida de cuatro millones de soles para la adquisición de blindados (20 de noviembre de 1872). Pero debido a la grave crisis económica, esa partida no se pudo cubrir en 1873 (el año en que se firmó el tratado de alianza con Bolivia) y fue finalmente retirada del presupuesto en 1874. El contrato de la adquisición de los blindados acabó siendo anulado. Existe una versión que afirma que esa anulación se hizo luego de escuchar la opinión de los consultores de la Marina, que consideraban que la escuadra peruana, en el estado en que se hallaba, podía resistir a la escuadra chilena. También se afirma que solo dos marinos se opusieron a esa anulación, siendo uno de ellos Miguel Grau. Se trata solo de versiones orales, no habiendo ningún documento que lo confirme.
Mientras tanto, Chile realizaba una carrera armamentística con miras a llevar adelante su política expansionista. Precisamente, en diciembre de 1874, llegaba a Valparaíso la fragata blindada Almirante Cochrane, y en enero de 1876 lo hacía su gemela, la fragata Blanco Encalada, con las que Chile adquiría la supremacía marítima en el Pacífico Sur. 
El historiador Rubén Vargas Ugarte dijo al respecto:

Los biógrafos de D. Manuel Pardo no omiten decir que instado porque el Perú se armase y reforzase su escuadra, mandando construir en Inglaterra dos blindados como lo había hecho Chile, dio a los que le interpelaban por respuesta: “El Perú tiene dos poderosos blindados y ellos no son sino su alianza con Bolivia y la Argentina”. Hay que convenir que incurrió en un error, que fue ciertamente fatal para el país.

Ya vimos que la Argentina no se sumó a la alianza, quedando el Perú así atado a una alianza con la desarmada Bolivia, que carecía de marina de guerra. Los historiadores peruanos consideran que fue un error grave de Pardo descuidar la defensa nacional, confiándose en una alianza internacional donde evidentemente el mayor peso habría de recaer en el Perú. Aún con la penuria económica consideran que se debió hacer el mayor esfuerzo para repotenciar la marina, más aún viendo que Chile se iba armando. Y fue precisamente el desarme del Perú lo que alentó a Chile a desatar la guerra de 1879, conocida como la guerra del guano y del salitre.
En cuanto al Ejército, este quedó reducido a menos de 3000 efectivos, aunque en el aspecto de la tecnificación del personal se hicieron algunas mejoras, como la creación de la Escuela de Cabos y Sargentos y de la Escuela Especial de Artillería y Estado Mayor, la reforma de la Escuela Militar y la reinstalación de la Escuela Naval.
Se ha dicho también que los gastos destinados para sofocar las continuas sublevaciones (entre ellas la de Nicolás de Piérola) fue otro factor que impidió la compra de los navíos blindados y material bélico en general. Pero Basadre considera que este argumento no es consistente y que la subversión interna debió ser más bien otra razón para que el gobierno se preocupara aún más por adquirir nuevos elementos de defensa.

### Aspecto educativo y cultural
En contraste con la crisis económica e internacional, la obra educativa y cultural del gobierno de Pardo fue de suma importancia.
- Castilla había sido el primer gobernante republicano preocupado por la organización de la educación pública. Pardo continuó esta obra por medio del Reglamento General de Instrucción Pública que promulgó el 18 de marzo de 1876. Este reglamento establecía que la instrucción primaria sería obligatoria y gratuita en su primer grado y que estaría confiada a las Municipalidades. En cuanto a la instrucción media, que no era obligatoria, estaría a cargo de los Consejos Departamentales. Para hacer extensiva la educación primaria a todo el país se creó una contribución personal, de un sol al semestre en la sierra y dos soles en la costa a todos los ciudadanos de entre los 21 y 60 años.
- La enseñanza superior también mereció atención. Con el objeto de preparar técnicos y especialistas en las diversas profesiones de la administración pública, se creó la Facultad de Ciencias Políticas y Administrativas de la Universidad de San Marcos (1875), actual Facultad de Ciencias Económicas.[43]
- Se creó la Escuela de Ingenieros Civiles y de Minas (hoy Universidad Nacional de Ingeniería).[44]
- Se creó la Escuela Normal de Mujeres de Lima, instalada en el antiguo convento de los jesuitas de San Pedro (para mujeres que quisieran dedicarse al magisterio).[45]
- Se concedió autonomía a las Universidades.[46]  .
- Se suprimieron las universidades de Ayacucho, Trujillo y Puno, subsistiendo las de Lima, Arequipa y Cuzco. A la Universidad de San Marcos de Lima se le dio la designación de Mayor.[47]

En el aspecto cultural se puso la imprenta del Estado al servicio de la publicación de importantes obras. Se editó El Perú del sabio italiano Antonio Raimondi, así como el Diccionario Geográfico Estadístico del Perú de Mariano Felipe Paz Soldán; de este último se imprimió también la segunda parte de su Historia del Perú Independiente, cuya primera fue editada durante el gobierno de Balta. Se empezaron a publicar las Tradiciones Peruanas de Ricardo Palma. Se publicaron también, entre otras obras, la colección de Documentos Históricos y Literarios del Perú del general Manuel de Odriozola, y el Diccionario de la Legislación Peruana de Manuel Atanasio Fuentes.

### Otras obras
- Fomentó la inmigración europea. Llegaron así 3000 inmigrantes europeos que en su mayor parte fueron enviados a colonizar la región de Chanchamayo, en la ceja de selva, donde refundaron el pueblo de La Merced (1874). También se impulsó la inmigración asiática para beneficiar la agricultura costeña.[49]
- Organizó la Dirección de Estadística, como dependencia del Ministerio de Gobierno y Obras Públicas.[50]
- En 1876 se realizó el Censo General de la República, el primero hecho de manera técnica, pues hasta entonces la población era solo calculada. Este censo arrojó la cantidad de 2 704 998 habitantes.[51]
- Se establecieron los Registros Civiles en las Municipalidades, para sentar las partidas de nacimiento, matrimonio y defunción de los ciudadanos, lo que hasta entonces era privilegio de las parroquias.[52]
- Restableció la Guardia Nacional, reorganizándola con el objeto de preparar a la ciudadanía para la defensa del orden público. Todos los ciudadanos de 21 a 25 años que no estuvieran enrolados en el ejército activo o en la reserva formarían la Guardia Nacional en cada provincia, entrenándoseles periódicamente y pudiendo ser llamados a servicio activo por no más de seis meses.[53]
- Dio un Reglamento General de Correos para mejorar el servicio postal y mandó construir un edificio apropiado en Lima.[54]
- Se instaló, por obra de la empresa particular, el cable submarino entre Perú y Chile, y después entre Callao y Panamá, que conectaba a la vez con el resto del mundo.[55]
- Se inauguró en Lima el Monumento del Dos de Mayo en la plaza del mismo nombre, en homenaje a la victoria del Callao de 1866.[56]
- Se inauguraron los ferrocarriles de Arequipa a Puno, de Ilo a Moquegua, de Pacasmayo a Chilete y de Salaverry a Ascope, y se continuó la construcción del ferrocarril central a La Oroya.[57]
- Se crearon tres departamentos y una provincia litoral:[56]
  - El Departamento de Lambayeque (segregado del departamento de La Libertad) por ley de 1 de diciembre de 1874.
  - El Departamento de Apurímac (segregado del departamento del Cuzco), por ley de 28 de abril de 1873.
  - La Provincia Litoral de Moquegua y el Departamento de Tacna, por ley de 25 de junio de 1875.

### Oposición parlamentaria y rebeliones

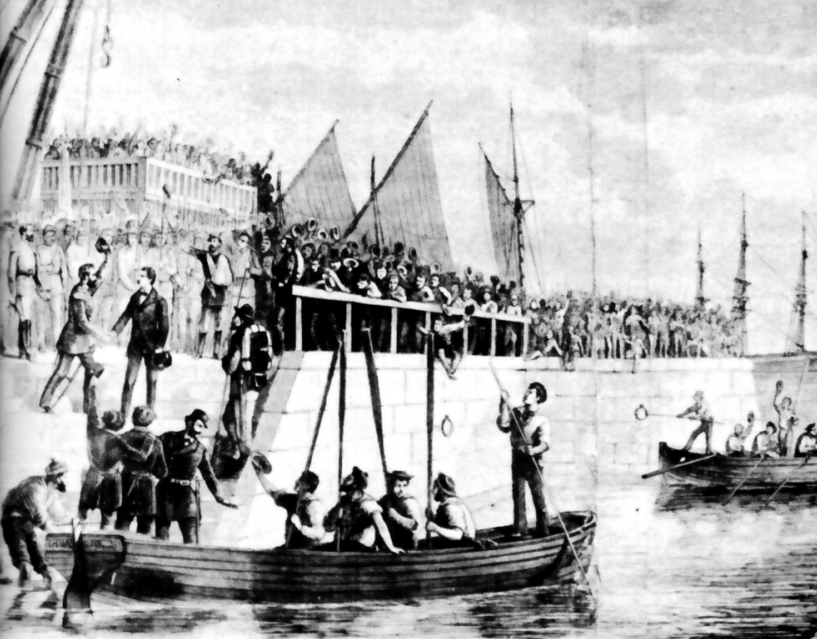
Manuel Pardo y Lavalle retornando al Callao en enero de 1875, luego de debelar la sublevación de Piérola.

Pardo inició su gobierno en medio de inmensa popularidad, sin embargo esta fue disminuyendo paulatinamente debido a la crisis económica que se fue agravando hasta afectar directamente a la población, por la paralización parcial de las obras públicas y el desempleo consiguiente, así como el alza de productos de primera necesidad.
Naturalmente, la oposición en el parlamento aprovechó tal coyuntura para arremeter contra el gobierno. Dos sucesos desgraciados exacerbaron más los ánimos: el incidente de Ocatara y el doble asesinato de Chinchao, cometido en las personas de Mariano Herencia Zevallos (el vicepresidente que sucedió a Balta) y Domingo Gamio.

#### Incidente de Ocatara
En Ocatara, unos trabajadores chilenos del ferrocarril central, en estado de ebriedad, atacaron a un campamento civil donde cometieron una serie de fechorías; pero en vez de ser juzgados por los tribunales del Perú, fueron embarcados y devueltos a su patria, lo que dio lugar para que la oposición criticara ferozmente al gobierno por tan insólito proceder. La razón que esgrimió el ministro de Gobierno, doctor Francisco Rosas, fue que el gobierno desconfiaba del poder judicial y que lo más sano para la República era expulsar del país a esos delincuentes. Esto originó un agrio debate en el Congreso, provocando palabras exaltadas de parte de Rosas, que fue acusado de faltar el respeto a la majestad del parlamento. Dos días después, Rosas renunció a su cargo, se dice que a pedido del mismo Pardo.

#### Asesinatos en Chinchao
El otro de los sucesos lamentables ocurrió en Chinchao, en donde los coroneles Mariano Herencia Zevallos y Domingo Gamio, que se habían sublevado contra el gobierno y que eran conducidos a una guarnición situada en la frontera con el Brasil, fueron asesinados por la patrulla que los conducía. El crimen fue motivado, al parecer, por una antigua enemistad que tenía el jefe de la patrulla, mayor Cornejo, con Gamio, pero la opinión pública no dudó en culpar de este doble crimen al gobierno de Pardo, el cual recibió duras críticas en el Parlamento y la prensa.

#### La rebelión de Nicolás de Piérola
Una de las rebeliones más importantes que tuvo que soportar Pardo fue la del caudillo civil Nicolás de Piérola, el que fuera ministro de Hacienda de Balta. Tras una estadía en Europa, Piérola pasó a Chile, donde organizó una revolución contra Pardo. Zarpó hacia el Perú en una pequeña embarcación llamada El Talismán, el 11 de octubre de 1874. En plena travesía fue nombrado Jefe Supremo Provisorio. Fondeó primero en Pacasmayo pero eludió a la flota peruana y se dirigió al Sur, desembarcando en Ilo. Ocupó Moquegua y planeó ocupar Arequipa, pero fuerzas procedentes de Lima, encabezadas por el mismo presidente Pardo y el general Juan Buendía, lo derrotaron en Los Ángeles, entre el 6 y el 7 de diciembre de 1874. Así finalizó la llamada Expedición del Talismán.

#### Intento de asesinato de 1874

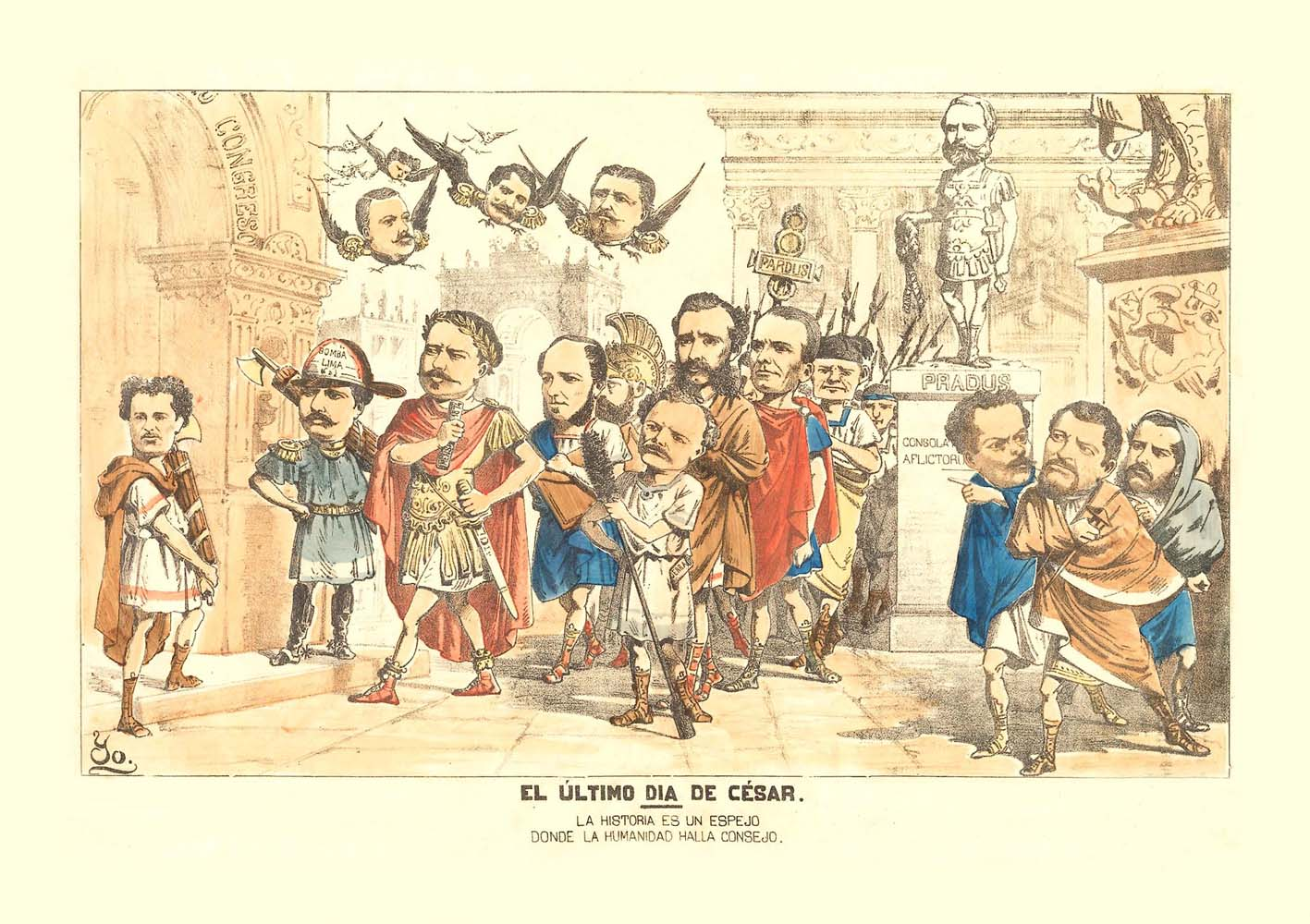
Caricatura de La Mascarada (15 de agosto de 1874) donde se representa al presidente Pardo, en el papel de Julio César, entrando al Senado, mientras que un personaje anónimo, en el papel de Bruto, está alerta para darle la estocada homicida. La caricatura fue premonitoria, pues una semana después, Pardo fue víctima del primer atentado contra su vida. Cuatro años después, ya como Presidente del Senado, sería asesinado, coincidentemente, cuando ingresaba al recinto senatorial (16 de noviembre de 1878).

La libertad de prensa fue amplia durante el gobierno de Pardo y en varias ocasiones se desbordó. El 15 de agosto de 1874, el periódico satírico La Mascarada publicó una caricatura que cubría una página entera y estaba iluminada a todo color. Se titulaba «El último día de César» y subtitulada «La historia es un espejo donde la humanidad halla consejo». En ella se ve al Presidente Pardo representando de Julio César e ingresando al Senado, rodeado de su gabinete y de otros personajes, todos ellos vestidos con togas a la usanza romana. Hacia la izquierda del pórtico senatorial, se ve un pedestal donde se yergue la estatua del General Mariano Ignacio Prado (representando a Pompeyo), y delante de ella, está un misterioso personaje, que, representando a Marco Junio Bruto (el asesino de César), aguarda la ocasión de infligir la puñalada asesina, instigado por otro (con la fisonomía de Piérola). En la parte superior revolotea una bandada de supuestos ángeles, pero que vistos de cerca asemejan a gallinazos, y representan a José Balta y Tomás Gutiérrez. La composición gráfica era altamente simbólica. Si bien la intención de la caricatura era jocosa o festiva, terminó siendo considerada macabra y premonitoria.
Una semana después de dicha publicación, Pardo sufrió un atentado en plena vía pública, de manos del capitán del ejército Juan Boza, quien disparó sobre el mandatario varios tiros de revólver, sin que ninguno diera en el blanco. El mismo Pardo hizo frente a su agresor, gritándole «asesino» e «infame» y desviando con su bastón el arma de fuego (22 de agosto de 1874). Un grupo de hombres que acompañaban a Boza, y que al parecer eran cómplices suyos, huyeron haciendo disparos al aire. Este atentado ocurrió cuando Pardo atravesaba a pie la esquina de la calle Palacio al portal de Escribanos. Como consecuencia de ello, el editor de La Mascarada y el caricaturista fueron encarcelados, acusados de incitar a la rebelión y al homicidio, aunque la causa judicial no prosperó.

### Traspaso pacífico del poder
Pardo logró cumplir su período presidencial en 1876 (algo que no se veía desde el fin del segundo gobierno de Castilla en 1862) y entregó el poder a su sucesor elegido, el general Mariano Ignacio Prado, para quien no era nueva la investidura presidencial, ya que lo había ocupado entre 1865 y 1868, si bien de manera dictatorial.

## Exilio, retorno y asesinato

### Exilio en Chile
No bien iniciado el segundo gobierno del general Prado, Pardo fue involucrado en el motín de la guarnición del Callao del 4 de junio de 1877 (la llamada rebelión de los cabitos). Según testimonio del mismo Pardo, en carta que dirigió a su esposa, este motín fue obra de algunos de sus partidarios exacerbados, sin que mediara orden de parte suya. No obstante, fue perseguido y tuvo que refugiarse en la legación de Francia. Luego partió exiliado a Chile, el día 15 del mismo mes.
En ausencia, fue elegido senador por Junín ante el Congreso Nacional, en las elecciones para la renovación de los tercios parlamentarios de 1877, en donde su partido triunfó ampliamente, en ambas cámaras. Instalado el Congreso el 27 de julio de 1877, Pardo fue elevado a la presidencia del Senado. Sus seguidores esperaron con ansias su retorno al Perú.

### Retorno al Perú
Pese a que su esposa y algunos amigos en Chile le aconsejaron no volver al Perú, Pardo decidió emprender el viaje, arribando al Callao el 2 de septiembre de 1878. Previamente se habían distribuido en el puerto volantes anónimos que incitaban a la población a atentar contra su vida. De hecho, hubo el temor generalizado de que Pardo confrontara con el gobierno, pero en vez de ello, se reconcilió con Prado, que lo recibió en palacio.
Según un relato de Pedro Dávalos y Lissón, Pardo retornó convencido del inminente estallido de la guerra con Chile, inquietud que habría transmitido al mismo presidente Prado, que no le dio importancia. Sin embargo, Basadre, que revisó los escritos de Pardo de esa época (entre ellos, su nutrida correspondencia con Benjamín Vicuña Mackenna), no encontró nada que indique una preocupación suya en ese sentido.

### Presidente del Senado
No bien tomó posesión de su escaño como senador, Pardo ocupó la presidencia de su Cámara (7 de septiembre de 1878). En esta ocasión, pronunció estas palabras:

En medio de las disidencias políticas, que alejan a los hombres, hay siempre un lazo que los une: el del amor a su país y el vivo anhelo por su felicidad. Ocupémonos todos pues de ganar los favores de la nación en este terreno, que por dicha nuestra es bastante ancho para que todos quepan: unámosnos todos para servir las ideas que satisfagan sus necesidades y para combatir las pasiones que la conmueven: y así no sólo habremos hecho buenas leyes sino que habremos devuelto la calma a los espíritus y la paz a la sociedad.

### Asesinato

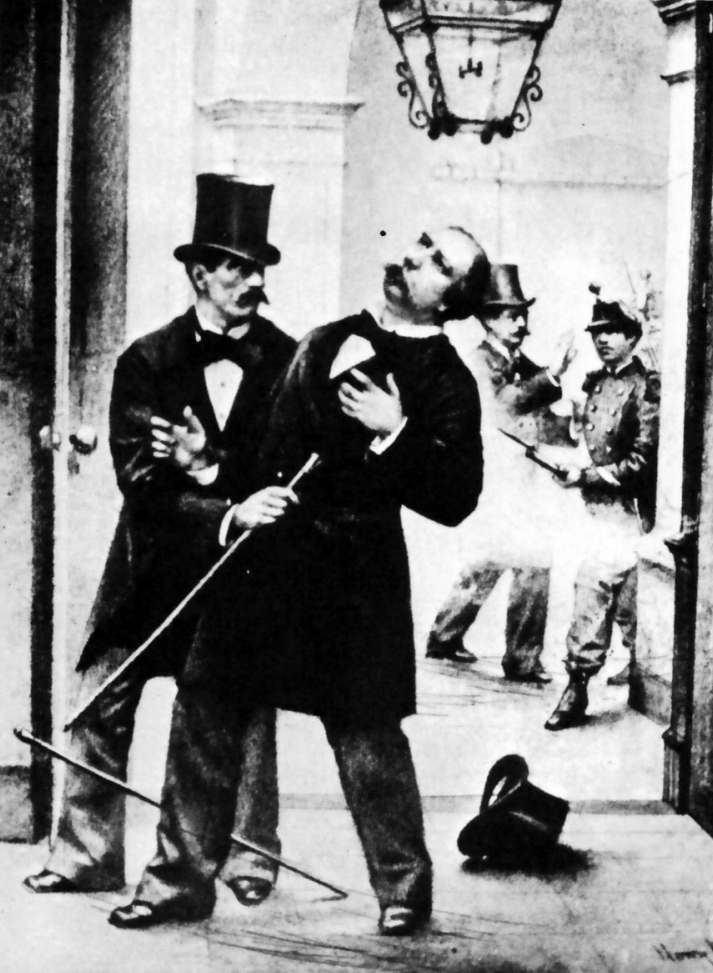
Asesinato de Manuel Pardo y Lavalle.

El asesinato de Manuel Pardo sucedió en la tarde del sábado 16 de noviembre de 1878, cuando ejercía la presidencia del Senado, cuatro años después del primer atentado que sufriera cuando era presidente constitucional del Perú. Por macabra coincidencia, fue asesinado cuando ingresaba al recinto del Senado, tal como lo había vaticinado años antes la caricatura de La Mascarada.
Tiempo atrás, Pardo presagiando su muerte, había afirmado en una carta a Benjamín Vicuña Mackenna, historiador y político chileno y su amigo personal, lo siguiente:

Yo no le temo a la muerte sino a la forma de morir. Porque desaparecer de la escena de la vida ahogado por una membrana, con el pescuezo roto por un eslabón del caballo, en un tren desrielado y cubierto de aceite y de carbón, es algo que ciertamente no me gustaría. Pero morir en su puesto, cumpliendo dignamente su deber, sirviendo a su país, eso ya es otra cosa y eso no me espanta.

Dos días antes de su muerte, el 14 de noviembre, Pardo pronunció en el Senado un discurso sobre un proyecto de asunto tributario. El día 15 continuó ocupándose del mismo asunto. Ambos discursos debían publicarse en El Comercio, por lo que el día 16 (el día fatídico) fue a la imprenta de dicho diario, donde revisó las pruebas del texto, hasta las dos de la tarde. Terminada esta labor, se dirigió en coche a la puerta del Congreso. Lo acompañaban los señores Manuel María Rivas y Adán Melgar. A la entrada, la guardia del batallón Pichincha le presentó armas y Pardo hizo un gesto para que cesaran los honores. Luego ingresó al primer patio del Congreso, cuando de pronto, uno de los integrantes de dicho batallón, el sargento Melchor Montoya (que todavía tenía su arma alzada) le disparó por la espalda, gritando: «Viva el pueblo». Mientras la guardia permaneció impasible, el señor Melgar se lanzó en persecución del asesino, que huyó hacia la plaza vecina (llamada Plaza de la Inquisición, actual Plaza Bolívar), siendo finalmente apresado por un guardia civil, de nombre Juan Bellodas.
Pardo recibió un balazo que le penetró por el pulmón derecho, le atravesó el pecho y fue a clavarse en el muro. Al recibir la herida vaciló y tuvo que apoyarse un instante en la pared, para terminar desplomándose en las baldosas del vestíbulo, que daba entrada al interior del edificio del Senado. Allí quedó exánime, pero a los pocos minutos quiso incorporarse y exclamó: «¿Quién me ha muerto?»  «Un soldado», le contestaron. «Lo perdono —replicó.— Y perdono a todos». Luego agregó: «¡Mi familia! ¡mi familia!» Y en seguida perdió el uso de la palabra. Pese a que fue atendido por varios médicos, no se pudo contenerle la hemorragia. El padre Caballero, que se hallaba presente, pudo confesarlo y absolverlo. El mismo Pardo pidió los santos óleos que le fueron administrados por el cura Andrés Tovar. Falleció al cabo de una hora de agonía.
Pardo fue enterrado en el Mausoleo Privado de la Familia Pardo en el Cementerio Presbítero Matías Maestro.

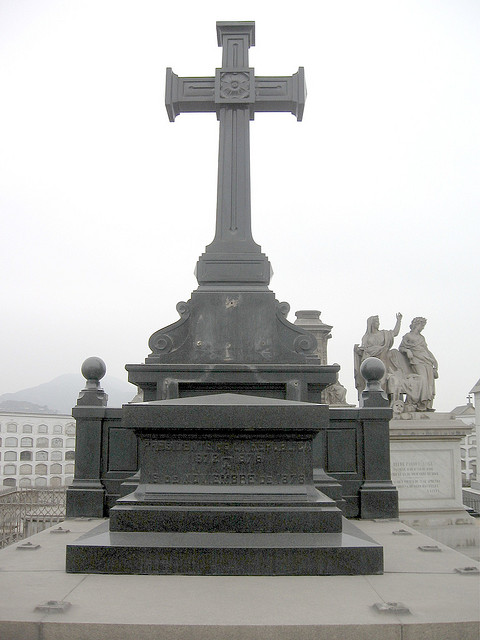
Mausoleo Privado de la Familia Pardo en el Cementerio Presbítero Matías Maestro.

En el juicio seguido contra el asesino y sus cómplices, se determinó que el sargento Melchor Montoya, joven de 26 años, había planeado el crimen con otros tres sargentos del batallón Pichincha, cuyos nombres eran Elías Álvarez, Armando Garay y Alfredo Decourt. Ellos mismos confesaron, dando detalles de su plan. El motivo que esgrimieron fue que en el Congreso se discutía una ley sobre ascensos que les hubiera impedido su promoción a la clase de oficial y convinieron hacer una rebelión sublevando a su batallón y asesinando al presidente del Senado, a quien consideraban autor del proyecto. El siguiente paso del plan era salir a las calles con las tropas, armar barricadas y esperar el apoyo del pueblo, pero nada de eso se cumplió. Montoya fue condenado a muerte y fusilado el 22 de septiembre de 1880; por entonces gobernaba Piérola, en los días luctuosos de la guerra con Chile.

### Consecuencias del asesinato
La muerte de Pardo provocó sorpresa, indignación, cólera y desesperación en todo el país.  Además, dejó sin cabeza al Partido Civil y significó la muerte de un líder de gran peso e influencia social.  
«El Perú está de duelo. La América ha perdido uno de sus estadistas de más alta talla», dijo el editorial de El Comercio que salió en edición extraordinaria ese mismo día del asesinato. Y el mismo diario anunciaba que, tras sesión secreta, el Congreso acababa de declarar que «La Patria está en peligro».
«La Patria está de duelo. Manuel Pardo, el ilustre patricio, el gran ciudadano, el distinguido estadista, el probo magistrado, el ejemplar padre de familia, ha muerto hoy asesinado cobarde y villanamente por sus enemigos políticos», dijo por su parte uno de los editoriales de La Tribuna (no confundir con el diario aprista).
Un observador neutral, como el historiador italiano Tomás Caivano, escribió al respecto:

El asesinato de Manuel Pardo, podemos decirlo con toda seguridad, sobre todo en consideración a las circunstancias y el momento en que tuvo lugar, fue algo más que el asesinato de un hombre: fue el asesinato del Perú.

Su actuación pública, recta aunque discutida, su ilustración intelectual y las circunstancias de su muerte, convirtieron a Manuel Pardo y Lavalle rápidamente en una suerte de mártir civil. «El mejor de nuestros hombres públicos» lo llamó J. M. Rodríguez en su Libro de Estudios Económicos y Financieros publicada en 1895, al hacer un balance de la República. Incluso, Manuel González Prada, que era feroz crítico de los civilistas, lo trató con respeto:

Pardo tenía figura simpática, modales finos, trato afable, conversación chispeante y una irresistible atmósfera de atracción. Al tratarle una vez se deseaba tratarle a menudo, y al frecuentarle no se dejaba de quererle. Inspiró afecciones tan sinceras y durables que se hallan intactas hoy mismo…

## Descendencia
El 17 de julio de 1859, se casó con Mariana Barreda y Osma, hija del acaudalado hombre de Negocios Felipe Barreda Aguilar y Carmen de Osma y Ramírez de Arellano. La pareja tuvo diez hijos:
- Felipe Pardo y Barreda (1860-1939), diplomático, V marqués de Fuente Hermosa de Miranda y presidente del Club Nacional en el periodo 1905-1906. Se casó con su prima, Teresa Barreda Laos (1887-1972).
- Juan Pardo y Barreda  (1862-1943), presidente de la Cámara de Diputados. Ingeniero de Minas, empresario minero y presidente del Club Nacional en el periodo 1906-1908.
- José Pardo y Barreda (1864-1947), presidente de la República. Abogado. Casado con Doña Carmen Heeren Barreda.
- María Pardo y Barreda (1865-1951), casada con Enrique Ayulo Mendívil.
- Ana Pardo y Barreda (1868-1942), religiosa.
- Luis Víctor Pardo y Barreda (1869-1944), empresario agroindustrial y presidente del Club Nacional en el periodo 1913-1915. Se casó con doña María Cecilia de Althaus Dartnell (1874-1935).
- Enrique Pardo y Barreda (1870-1930). Casado con Elena Del Alcázar Álvarez.
- Rosa Pardo y Barreda (1871-1944), casada con Vicente González de Orbegoso, nieto de Luis José de Orbegoso.
- Victoria Pardo y Barreda (1876-1967), casada con el barón Thomas Vincent d'Ornellas.
- Manuel A. Pardo y Barreda (1877-1906), religioso jesuita.

Entre sus nietos, se puede mencionar a:
- Juan Pardo Heeren (1910-1967), ex-ministro de Hacienda
- Ana Teresa Pardo y Barreda, VII marquesa de Fuente Hermosa de Miranda (1907-1996)
- José Pardo Heeren, VI marqués de Fuente Hermosa de Miranda
- Carmen Pardo Heeren, marquesa consorte de Villavieja
- Vicente González de Orbegozo Pardo, primo del conde de Olmos
- Enrique Pardo Heeren es el Fundador del Club de la Banca y Comercio que existe a la fecha en Lima, Perú.

Asimismo, el actual Marqués de Fuente Hermosa de Miranda, José Manuel Pardo Paredes, es bisnieto de Manuel Pardo y Lavalle.